# سگ قهدریجانی
سگ قهدریجانی نامی است که بر روی سگ های اصیل استان اصفهان گذاشته شده است. سگ قهدریجانی سگی از نوع ماستیف است. 
طول عمر این سگ‌ها بین ١٠ تا ١۵ سال است. 
این سگ ها برای نگهبانی و یا گله استفاده میشوند  از جثه بزرگ و شجاعت بالایی برخوردار هستند .

## ویژگی ظاهری
این سگ‌ها سینه‌ای عضلانی و درشت، پوزه درشت ، فک پهن و قدرت جنگ‌آوری بالایی دارند.  
پوشش بدن سگ‌های قدرجونی بسیار پر مو و متراکم است که همین ویژگی باعث می‌شود تحمل آب و هوایی مختلف را داشته باشند. این نژاد دم بسیار پر مویی دارد که در بیشتر مواقع به پشت برمی‌گرداند. این سگ‌ها دارای گوش‌های افتاده و چشم‌های قهوه‌ای یا سیاه هستند. 
سگهای قهدریجانی اکثرا به رنگ مشکی هستند، با این حال در برخی از این سگ ‌ها، رنگ سفید نیز دیده می ‌شود، رنگ های اصلی این سگ ‌ها مشکی، خاکستری، قهوه‌ ای و مخلوطی از این رنگ ‌ها با رنگ سفید است. بسیاری از سگ ‌های قهدریجانی دارای سینه سفید رنگ هستند.
از لحاظ جثه، سگ ‌های قهدریجانی ماده کوچکتر از سگ‌ های نر هستند، در سگ ‌های نر گاهی تا ارتفاع ٩۵ سانتیمتر نیز دیده شده ولی به طور معمول سگ ‌های نر بازه قدی ٨٠ تا ٨۵ سانتیمتر دارند، و وزن نرها عموما بین ۶٠ تا ٧٠ کیلوگرم است.
در سگ ‌های ماده ارتفاع ٧٠ تا ٧۵ سانتیمتر دیده می ‌شود، وزن ماده حدود ۵۵ تا ۶٠ کیلوگرم است.

## خلق و خو سگ قهدریجانی
معمولاً این سگ ها به صورت گروهی ٧ تا ١٠ تایی در گله گوسفند استفاده می‌شوند. بعضی از آن‌ها در جلو گله حرکت می‌کنند تا اگر خطر یا حیوان وحشی بود، آن را فراری دهند.
این سگ نسبت به غریبه‌ها خشن است، به همان میزان مطیع و فرمانبردار صاحب خود است. 